# Pīr Nahān
Pīr Nahān (persiska: اِمامزادِه پير نَهان, پير نهان, پير نِهان, Emāmzādeh Pīr Nahān) är en ort i Iran.   Den ligger i provinsen Hamadan, i den nordvästra delen av landet, 230 km väster om huvudstaden Teheran. Pīr Nahān ligger 1 608 meter över havet och antalet invånare är 723.
Terrängen runt Pīr Nahān är en högslätt.Runt Pīr Nahān är det ganska tätbefolkat, med 199 invånare per kvadratkilometer. Närmaste större samhälle är Fāmenīn, 13,0 km nordväst om Pīr Nahān. Trakten runt Pīr Nahān består i huvudsak av gräsmarker.